# M247 Sergeant York
El M247 Sergeant York DIVAD (Division Air Defense; en español, «División de Defensa Aérea ») fue un cañón antiaéreo autopropulsado (CAA) desarrollado por Ford Aerospace a finales de los años setenta. Basado en el tanque M48 Patton, cambiaba la torreta del Patton por una nueva que incluía dos cañones de tiro rápido Bofors de 40 mm dirigidos por radar. El vehículo fue bautizado en honor al sargento Alvin York, famoso héroe estadounidense de la Primera Guerra Mundial.
El Sergeant York estaba destinado a luchar junto al M1 Abrams y el M2 Bradley en el Ejército de los EE. UU., en un papel similar al del ZSU-23-4 soviético y el Flakpanzer Gepard alemán. Iba a sustituir al M163 Vulcan Air Defense System (VADS) y al misil MIM-72 Chaparral, sistemas ad hoc de rendimiento limitado que se introdujeron cuando el misil MIM-46 Mauler más avanzado no logró madurar.
A pesar del uso de muchos componentes tecnológicos disponibles en el mercado para permitir un desarrollo rápido y de bajo coste, una serie de problemas técnicos y sobrecostes provocaron la cancelación del proyecto en 1985.

## Historia

### Primeros esfuerzos
El primer CAA efectivo que sirvió en el Ejército de los Estados Unidos fue el M19 Multiple Gun Motor Carriage manual, que consistía en dos cañones Bofors L/60 de 40 mm acoplados al mismo chasis utilizado para el M24 Chaffee. Cuando se retiraron el M24 y los vehículos de su mismo chasis, se quitaron las torretas de los M19, se modificaron y se acoplaron al chasis del tanque ligero M41 Walker Bulldog para crear el M42 Duster. Si bien era capaz para la época en la que se diseñó, cuando entró en servicio a finales de los cincuenta, estaba claro que era ineficaz contra blancos de alta velocidad, como los reactores. El Duster se retiró por completo del servicio en 1963, y solo se reintrodujo brevemente durante la guerra de Vietnam, aunque su reemplazo nunca llegó.
El primer sustituto propuesto para el Duster fue el Sperry Vigilante, que empleaba un cañón rotativo de 37 mm y seis cañones y fue propuesto como base para un nuevo antiaéreo autopropulsado. Aunque el cañón era extremadamente potente el Ejército llegó a la conclusión de que todos los sistemas basados en cañones estaban anticuados y el futuro eran los misiles.
El siguiente sustituto que se propuso para el Duster fue el ambicioso sistema de misiles MIM-46 Mauler. El Mauler acoplaba un cargador de nueve misiles a un chasis adaptado del M113, así como los radares de detección y seguimiento. El Mauler incluía un sistema de control de tiro completamente automático, gracias al cual los operarios solo tenían que seleccionar el blanco y pulsar «OK». Podría responder a objetivos de alta velocidad que volasen bajo desde cualquier ángulo hasta una distancia de unos ocho kilómetros. Sin embargo, el Mauler demostró estar más allá de la vanguardia tecnológica y se topó con problemas inextricables durante su desarrollo. Al darse cuenta de que no iba a entrar en servicio a corto plazo, se redujo a un programa de demostración tecnológica en 1963 y se canceló definitivamente en 1965.
Aún sin un sistema antiaéreo efectivo, el Ejército empezó a desarrollar dos sistemas transitorios de bajo coste y bajo riesgo tecnológico destinados a operar en sintonía conocidos como el Chaparral-Vulcan Air Defense System (en español, «Sistema de Defensa Antiaérea Chaparral-Vulcan»). El M163 VADS combinaba el probado cañón M61 Vulcan, el chasis del M113 y un sistema de control de tiro totalmente óptico con un simple visor de puntería. Adecuado para «disparos rápidos» contra objetivos cercanos, el sistema VADS solo estaba equipado con un pequeño radar de alcance para el visor, ya que su alcance de tiro era demasiado pequeño para justificar un radar de seguimiento más grande (y eso hubiera encarecido).
El VADS estaba destinado a funcionar conjuntamente con el sistema de misiles MIM-72 Chaparral, que combinaba el casi nuevo misil AIM-9 Sidewinder con una versión modificada del chasis del M113. Los misiles AIM-9D  del Chaparral solo podían seguir a los aviones si se lanzaban desde atrás, pero ofrecían un alcance de hasta 8 km. El Chaparral, que también tenía un sistema de tiro completamente óptico, obligaba al operario a «posicionar» los misiles en el blanco durante un periodo de tiempo para que estos se fijaran, lo que limitaba su capacidad para enfrentarse a objetivos que se movían con rapidez. Ambos vehículos contaban opcionalmente con el apoyo del AN/MPQ-49 Forward Area Alerting Radar (FAAR), pero este sistema era remolcado por el Gama Goat y no podía utilizarse cerca de la primera línea. Las dos armas eran, en el mejor de los casos, un incordio para el enemigo y tenían un rendimiento limitado contra los aviones modernos.
En un momento dado, el Ejército empezó a preocuparse por los avances en las tecnologías de sensores que permitirían los ataques de aviones de noche o con mal tiempo. Para contrarrestar estas amenazas, solicitaron un sistema de armas capaz de funcionar con FLIR y un telémetro láser. Sin embargo, el resto del estamento militar se opuso a la idea; incluso la Fuerza Aérea de los EE. UU. sólo era capaz de llevar a cabo operaciones limitadas con mal tiempo, y los soviéticos tenían una fuerza considerablemente menos capacitada en ese sentido. La idea no prosperó y languideció.

### Problemas emergentes

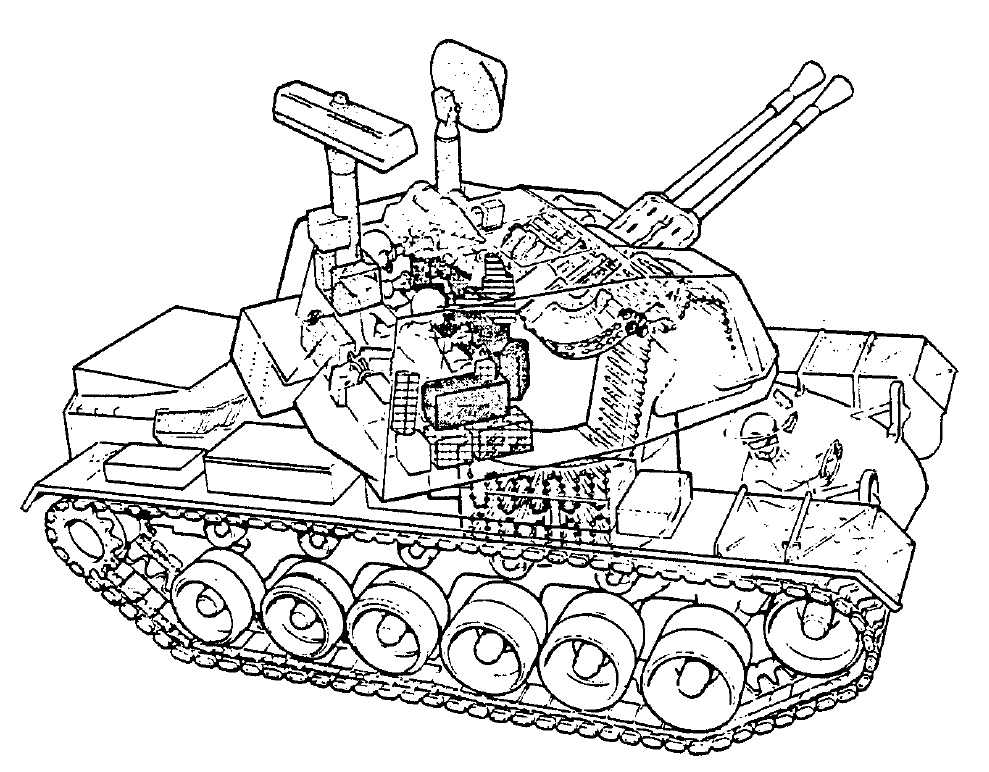
Un corte de sección del M247

A finales de los años sesenta, la combinación de helicópteros y misiles antitanque mejoró hasta tal punto que se convirtieron en una amenaza importante para las operaciones con blindados. EE. UU. iba a la cabeza con sus misiles TOW acoplados al UH-1 Iroquois, debutando en combate esta combinación en la ofensiva de Pascua de 1972, durante la guerra de Vietnam. Los soviéticos iban por detrás de EE. UU. al principio, pero la introducción del misil 9K114 Shturm en el Mil Mi-24 (conocido por la OTAN como «Hind») en los años setenta ofreció a la URSS un nivel de paridad.
A diferencia de las aeronaves de ala fija, los helicópteros de ataque podían merodear cerca del frente desde una cobertura y escoger blancos. Entonces, «salían», disparaban un misil y volvían a cubrirse en cuanto el misil  alcanzase el blanco. Usar misiles de reacción rápida filoguiados o de radiocomando significaba que el tiempo total de enfrentamiento se reducía al mínimo, ya que se requería poco o ningún tiempo de «fijación»; el operario simplemente disparaba en cuanto se alejaba del terreno y luego ajustaba la trayectoria de vuelo del misil hacia el objetivo mientras volaba. Contra estas aeronaves, la combinación VADS/Chaparral era inútil por diversas razones.
El VADS podía reaccionar con suficiente rapidez a los blancos fugaces, pero su cañón de 20 mm tenía un alcance efectivo de solo unos 1200 metros (incrementado a casi 2.400 en la década de 1980), mucho menor que el alcance de 3000 a 5000 metros del 9K114. Aunque el Chaparral tenía teóricamente suficiente alcance para atacar al «Hind», su largo periodo de fijación significaba que el Hind habría alcanzado a su blanco y se habría escondido de nuevo tras el terreno antes de que el Sidewinder lo alcanzara. Además, las ya antiguas versiones de misiles Sidewinder que usaba el Chaparral tenían que ser dirigidos al escape del helicóptero o avión y tenían una capacidad limitada contra helicópteros de frente.
La limitada efectividad del VADS/Chaparral no era el único problema del Ejército de los EE. UU. a finales de los setenta. En ese momento, también se estaban introduciendo los nuevos vehículos M1 Abrams y M2 Bradley, que habían mejorado drásticamente su rendimiento en campo a través. Los VADS y Chaparral, basados en el M113, no podían seguirles el ritmo, lo que dejaría a los nuevos vehículos expuestos a un ataque aéreo en un frente en rápido movimiento.
Por último, los soviéticos contaban con el CAA ZSU-23-4 «Shilka», que fue motivo de cierta preocupación tras su aparición en Oriente Medio en 1973. Los pilotos israelíes que intentaban evitar los misiles de las baterías SA-6 sirias volaban bajo, directamente en la curva de disparo del Shilka. Varios aviones se perdieron o resultaron dañados. El Shilka demostró que un CAA moderno era eficaz contra aviones modernos. El US Army evaluó algunos ZSU-23-4 capturados por Israel así como el Gepard alemán.

### DIVAD

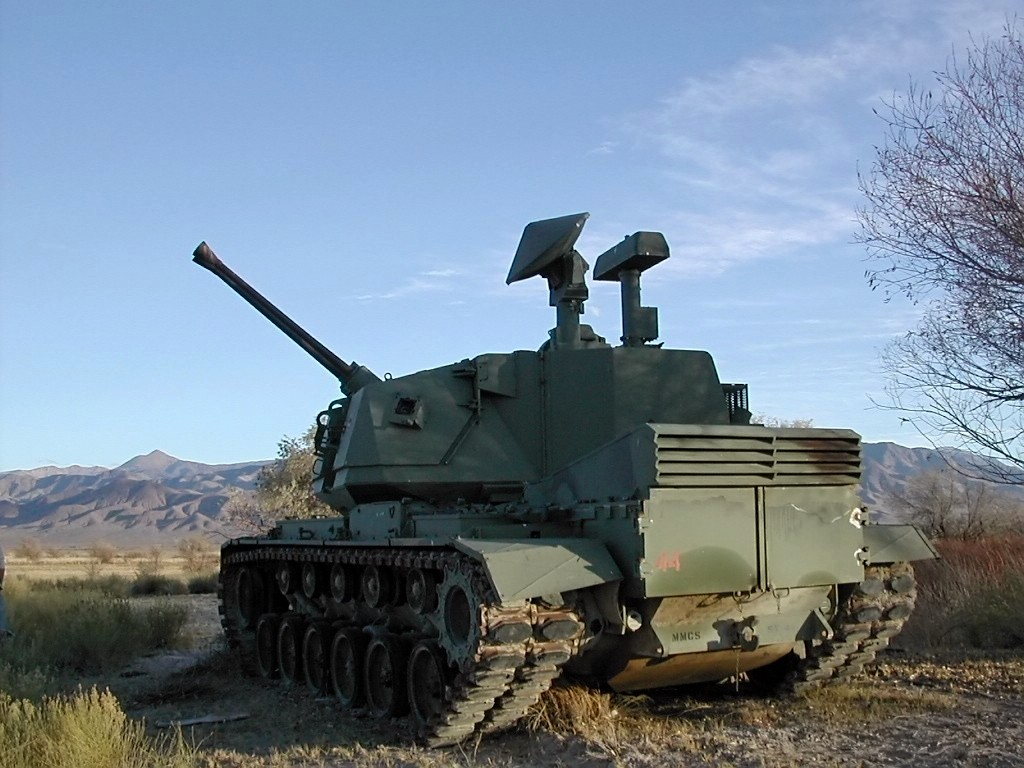
Un M247 en Nevada. Los dos cañones están de perfil hacia la cámara.

Por todas estas razones, el Ejército desarrolló el proyecto Advanced Radar-directed Gun Air Defense System (ARGADS, en español «Sistema avanzado de defensa antiaérea con cañón dirigido por radar»). Este requería un nuevo sistema de armas que combinara la velocidad de reacción del VADS con el alcance del Chaparral, colocandolo en un chasis que pudiera seguir el ritmo de los nuevos tanques en combate. También trabajaron en el anterior requisito FLIR/láser. Posteriormente, el sistema pasó a denominarse Division Air Defense (DIVAD, en español «Defensa Antiaérea de División»).
En aquellos tiempos, la política militar estadounidense giraba en torno a que la Fuerza Aérea consiguiese la superioridad aérea rápidamente y la mantuviese durante todo un conflicto. Conforme a esto, el Ejército no les había dado demasiada prioridad a las armas antiaéreas, lo cual les dio tiempo para madurar mediante pruebas y ensayos. En el caso del DIVAD, se consideró que la amenaza era tan grave y se estaba desarrollando tan rápidamente que el Ejército decidió saltarse la parte de desarrollo tradicional e intentar pasar directamente a la producción utilizando una serie de piezas «disponibles en el mercado». Teóricamente combinar piezas existentes debería ser fácil, rápido y barato. La oferta del congreso de comprar el Gepard y adaptarlo fue rechazada por el US Army que aseguraba poder lograr algo mejor.
El coronel Russell Parker declaró ante el Comité de Servicios Armados del Senado en marzo de 1977: «Esperamos que este enfoque heterodoxo permita una considerable reducción del tiempo de desarrollo, lo que dará lugar a una fecha de puesta en servicio adelantada, aunque con riesgos mayores pero aceptables... el fabricante estará obligado por las disposiciones de garantía de precio fijo a corregir las deficiencias». Se afirmaba que esto reduciría el ciclo de desarrollo hasta en cinco años, aunque precisaría que los problemas se detectaran en servicio y se corrigieran en los vehículos operativos.
El coronel Parker desveló el plan DIVAD ante 49 representantes industriales el 18 de mayo de 1977. El DIVAD exigía que los participantes se basaran en el chasis del tanque M48 Patton, que el Ejército proveería, ya que tenían muchos excedentes en los depósitos. El DIVAD exigía asimismo que el cañón adquiriera un blanco y comenzara a disparar en un plazo de cinco segundos (que luego se amplió a ocho) en cuanto se hiciera visible o entrara en su alcance de 3000 m, y tenía que tener una probabilidad del 50 % de acertar con una ráfaga de 30 disparos. También tenía que ser capaz de rastrear simultáneamente hasta 48 objetivos, identificando automáticamente los aviones enemigos y priorizando de manera automática cuáles deberían ser derribado primero. Todo lo que el artillero tendría que hacer era seleccionar el objetivo de la lista y disparar. Además de la capacidad para todo tipo de condiciones meteorológicas, también debía tener capacidad de puntería óptica, incluidos un FLIR y un telémetro láser.

### Participantes

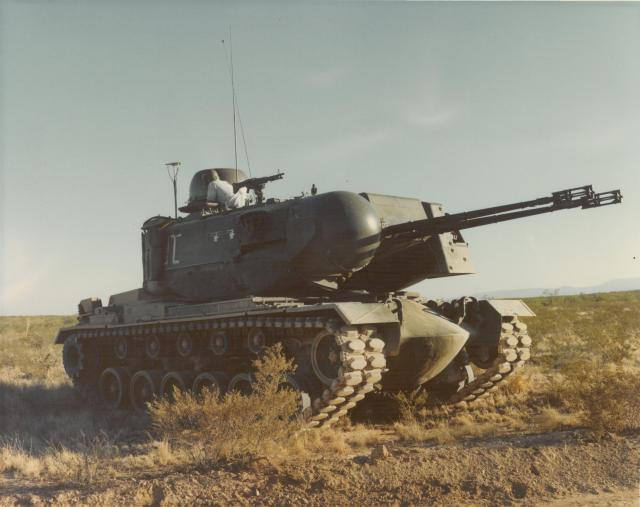
General Dynamics presentó el XM246 en el proyecto DIVAD. El gran objeto redondo en la parte delantera de la torreta es el radar de seguimiento, el radar de búsqueda está en la parte superior.

Varias empresas respondieron al proyecto DIVAD. Todas menos una empleaban el cañón Oerlikon de 35 mm. Una de ellas ofrecía la torreta de la versión holandesa del Gepard.
Sperry Rand presentó un sistema basado en su antiguo Vigilante, pero modificado para que disparase el proyectil de 35 mm del excelente cañón Oerlikon KDA, muy usado ya por la OTAN en función antiaérea. El cañón podía disparar 300 proyectiles/minuto para uso antiaéreo o 180 proyectiles/minuto contra objetivos terrestres, con un cargador de 1.464 cartuchos. La torreta de aluminio estaba coronada por dos radares y un sistema IFF, todo de Sperry.
General Electric presentó una pequeña torreta armada con el cañón GAU-8 Avenger de 30 mm que empleaba el A-10 Thunderbolt II. Incluía un solo radar de búsqueda/seguimiento adaptado del anterior FAAR, aunque luego propusieron un sistema mejorado.
Raytheon propuso usar la torreta de la versión neerlandesa del Flakpanzer Gepard alemán. La mayor parte de la torreta era igual que la del Gepard original, incluidos los dos cañones Oerlikon KDA de 35 mm, pero tenía radares Hollandse Signaalapparaten y un ordenador de control de tiro Oerlikon Contraves. Raytheon demostró que la torreta, aunque se había diseñado para el Leopard 1, se podía acoplar al M48 con algunas adaptaciones.
La propuesta de General Dynamics también tenía dos cañones Oerlikon KDA, pero montados uno al lado del otro en una torreta de aluminio, no a ambos lados de la torreta como en el Gepard. Se podían disparar en modo tanto automático como semiautomático, y su cadencia de tiro combinada era de 1.100 proyectiles/minuto con un cargador de 600 cartuchos. Los sistemas de radar y control de tiro estaban derivados del sistema Phalanx CIWS: el radar de seguimiento en la parte delantera de la torreta, al lado de los cañones, y el radar de búsqueda encima. La torreta también incluía miras ópticas estabilizadas independientemente y un telémetro láser para enfrentamientos manuales.
La propuesta de Ford Aerospace se basó en el conocido y fiable cañón Bofors L/70 de 40 mm: dos de ellos en el centro de la torreta, de forma parecida a la propuesta de General Dynamics. La torreta relativamente grande y en forma de caja también incluía radares de búsqueda a largo alcance y seguimiento a corto alcance independientes en la parte superior. Los radares iban montados sobre botalones para tener una visión clara del cielo, y ambos podían plegarse para reducir la altura del vehículo durante el desplazamiento. El radar de seguimiento era una versión modificada del Westinghouse AN/APG-66 del F-16 Fighting Falcon. Al igual que el de General Dynamics, también incluía un sistema óptico de puntería y telemetría. El radar era, para ser más exactos, un AN/APG-68 modificado con un transmisor AN/APG-66. A diferencia de todos los demás participantes el diseño de Ford usaba proyectiles de 40mm., más costosos que los de 35mm. ampliamente utilizados por la OTAN. Algunos críticos afirman que el uso del Bofors de 40 mm por parte de Ford fue una decisión comercial, no técnica. Aunque el proyectil de 35 mm ya era un estándar de la OTAN generalmente aceptado y técnicamente muy respetado, Ford tenía un acuerdo de comercialización con Bofors. Como informó Gregg Easterbrook más tarde:

La presión fue inmediata.Ford tenía un acuerdo de comercialización con la empresa sueca Bofors, fabricante de cañones de 40 mm, pero no de 35. Aunque Ford podría haber cambiado a un cañón de 35 mm para el DIVAD, los posibles beneficios de un cañón de 40 mm eran mayores. Los abogados del Departamento de Defensa, según alegó el Ejército ante el Congreso, habían aconsejado que especificar el calibre del cañón del DIVAD sería «anticompetitivo» y podría dar lugar a demandas judiciales: «la excusa más ridícula que he oído nunca», me había dicho un alto cargo del Pentágono. Cuando se publicaron los requisitos definitivos para el DIVAD, se pedía un cañón «de entre 30 y 40 mm».

Sin embargo, el cañón Bofors L/70 de 40 mm también gozaba de popularidad mundial y fue el estándar de la OTAN durante los años cincuenta. Teóricamente abarataría el precio final ya que se aprovecharían cañones almacenados tras haber sido retirados. Además, Ford Aerospace había desarrollado un proyectil con sensor de proximidad para el 40 mm, que aumentaba la probabilidad de derribo, y el proyectil portaba una carga explosiva mayor o una masa de peso muerto más elevada que las plataformas antiaéreas más pequeñas. Estos factores serían importantes en el caso principal para el que se iba a desplegar el DIVAD, es decir, operaciones terrestres en grandes escenarios contra el Pacto de Varsovia.

### Desarrollo
El 13 de enero de 1978, General Dynamics y Ford recibieron contratos de desarrollo para un prototipo por empresa, el XM246 y XM247 respectivamente, que se entregarían en Fort Bliss en junio de 1980. General Dynamics empleaba el cañón Oerlikon de 35 mm. con el radar del arma Phalanx de la US Navy. Ford empleaba el radar del avión F-16 de la USAF con el cañón Bofors, de los que había docenas en almacenes y podrían usarse 
En la fecha prevista, ambas empresas entregaron sus prototipos en las instalaciones de pruebas de North McGregor y se iniciaron las pruebas comparativas. La competición se retrasó dos meses «porque los prototipos que llegaron al campo de pruebas de Fort Bliss eran demasiado inmaduros técnicamente». En la serie de pruebas DT/OT II, derribaron dos cazas F-86 Sabre, cinco helicópteros UH-1 Huey y 21 drones más pequeños.
Tras los 29 meses de prueba de la primera fase, la propuesta de Ford fue seleccionada como ganadora del concurso DIVAD el 7 de mayo de 1981, y se le concedió un contrato de desarrollo y producción inicial a precio fijo de 6970 millones de dólares para entregas a varios ritmos. El sistema recibió oficialmente el nombre de M247 Sergeant York cuando se adjudicó el contrato. La decisión fue polémica, ya que el diseño de General Dynamics había «superado» sistemáticamente al de Ford en las pruebas, con diecinueve «bajas» frente a nueve, según la mayoría de los informes. El ejército vendió que Ford usaba un radar ya en uso y un cañón ya en uso, por lo cual era una solución de bajo riesgo.
El prototipo de Ford empezó a presentar problemas casi al instante. Las principales preocupaciones iban dirigidas al radar de seguimiento, que presentaba problemas considerables con las interferencias del terreno. En las pruebas, no podía distinguir entre helicópteros y árboles. Cuando los cañones apuntaban hacia arriba para disparar a blancos a un gran ángulo, los cañones se proyectaban en el campo visual del radar y confundían aún más al sistema. Además, el tiempo de reacción era demasiado lento: contra helicópteros en vuelo estacionario era de 10 a 11 segundos, pero contra objetivos de alta velocidad era de 11 a 19; tardaba demasiado en disparar.
Las pruebas de fiabilidad, disponibilidad, mantenibilidad y durabilidad se llevaron a cabo de noviembre de 1981 a febrero de 1982, demostrando una amplia gama de problemas de funcionamiento. La torreta demostró ser demasiado lenta para seguir objetivos que se movían con rapidez y tenía graves problemas de funcionamiento en climas fríos, incluidas numerosas fugas hidráulicas. El simple juego de contramedidas electrónicas se podía frustrar con interferencias mínimas. Las armas usadas sacadas de las reservas del Ejército de los EE. UU. estaban en mal estado debido al almacenamiento descuidado. Quizás el problema menis esperado era que el chasis del M48, de 30 años de antigüedad, con la nueva torreta de 20 toneladas, encontraba difícil seguir el ritmo de los nuevos M1 y M2, los vehículos que debía proteger.
En febrero de 1982, se hizo una demostración del prototipo ante un grupo de oficiales estadounidenses y británicos en Fort Bliss, así como otros congresistas y VIP. Cuando se activó el ordenador, apuntó los cañones de inmediato a las gradas, causando varios heridos leves, mientras los miembros del grupo se ponían a cubierto. Los técnicos solucionaron el problema y volvieron a poner en marcha el sistema. Esta vez empezó a disparar en dirección al blanco, pero al suelo, a 300 metros delante del tanque. A pesar de varios intentos por conseguir que funcionara correctamente, el vehículo nunca llegó a acertar a los blancos de prueba. Un directivo de Ford afirmó que los problemas se debían a que el vehículo se había lavado para la demostración y los componentes electrónicos se habían estropeado. En un informe sobre la prueba, Easterbrook bromeaba preguntándose si llovía por casualidad en Europa central.
En febrero de 1984, el Departamento de Defensa envió una «notificación de subsanación» censurando a Ford Aerospace por los numerosos retrasos «totalmente inaceptables» del programa. En marzo de 1984, el Ejército recibió, con seis meses de retraso, el primer modelo de producción para realizar pruebas. Se informó de que uno de los primeros modelos se había fijado en un ventilador de una letrina, confundiéndolo con un objetivo móvil de baja prioridad. Sobre el incidente en otro artículo sobre los problemas del vehículo, el Washington Monthly informó de que «Michael Duffy, un reportero de la publicación del sector Defense Week, que dio a conocer este aspecto de la historia, recibió una conferencia telefónica en la que los funcionarios de Ford le pidieron que en su lugar describiera el objetivo como un "ventilador de un edificio" o un "extractor"».
No obstante, el director del programa en el Ejército seguía siendo precavidamente positivo. El mayor general Maloney dijo: «La batería DIVAD —ocho sistemas más uno de repuesto—, activada el 1 de noviembre de 1984 en Fort Bliss en preparación para las pruebas, ha venido demostrando una fiabilidad del 90 % para la plena capacidad de los sistemas. Los sistemas han podido funcionar de forma degradada un 2 % más del tiempo y han tenido una tasa de inoperabilidad del 8 %». Más tarde declaró que el «arma seguía teniendo problemas con el software y las contramedidas electrónicas, pero mi sensación era que desde luego no era peor que muchos sistemas de armas en este periodo de su gestación».

### Cancelación
A pesar de la mala prensa y los problemas de desarrollo, el Ejército siguió presionando para que se desplegara el sistema, ya que no tenían ningún otro sistema en desarrollo para sustituirlo. Para colmo, otra generación de helicópteros y misiles soviéticos estaba entrando en servicio. Las nuevas armas ampliaban su alcance hasta los 6000 metros, lo que hacía que los DIVAD fueran ineficaces. En respuesta, el Ejército anunció que estudiaría la posibilidad de añadir el misil Stinger al sistema DIVAD, lo que suscitó aún más críticas sobre su ineficacia.
Como Washington estaba cada vez más harto de los problemas del DIVAD, el secretario de Defensa Caspar Weinberger ordenó una serie de pruebas en condiciones de campo de batalla por valor de 54 millones de dólares. El Congreso autorizó el dinero de producción para mantener vivo el programa a través de un ciclo de prueba-reparación-prueba, pero con una advertencia: solo invertirían si Weinberger certificaba que el arma «cumple o supera las especificaciones de rendimiento de su contrato». Las pruebas fueron supervisadas por el nuevo director de la Oficina de Pruebas y Evaluación Operativa (DOT&E) del Pentágono, encargado por el Congreso en 1983 de actuar como organismo de control independiente. Las pruebas se llevaron a cabo a finales de 1984.
Los resultados fueron pésimos, como era de esperar dado lo descarrilado que estaba ya el proyecto. En las pruebas el cañón no podía ni acertar a drones que se movían en línea recta, por lo que las pruebas se flexibilizaron a objetivos sobrevolandolo. Lamentablemente el radar fue incapaz de fijar el blanco, ya que el retorno era demasiado pequeño. Los responsables de los ensayos empezaron entonces a añadir reflectores de esquina al dron para solucionar este «problema», y al final tuvieron que añadir cuatro. Easterbrook, que seguía cubriendo la debacle, describió esto como algo parecido a demostrar las habilidades de un sabueso haciéndole encontrar a un hombre solo y cubierto de filetes en medio de un aparcamiento vacío. El sistema rastreó el dron y, tras disparar una larga ráfaga de proyectiles, desvió al dron. Mientras volaba fuera de control, el oficial de seguridad del campo de tiro lo destruyó por control remoto. La prensa interpretó este hecho como un intento de «falsificar» los resultados, calificándolo de «engaño inmaduro». A partir de entonces, todas las pruebas se consideraron falsificadas.
El OT&E llegó a la conclusión de que el cañón podía llevar a cabo la misión especificada originalmente, pero las pruebas también mostraron que el sistema tenía considerables problemas de fiabilidad, muchos de ellos provenientes de intentar adaptar un sistema de radar desarrollado para aviones a la función terrestre. Las pruebas iniciales de producción realizadas entre diciembre de 1984 y mayo de 1985 revelaron una variedad constante de problemas, incumpliendo 22 de los 163 requisitos del contrato, y 22 fallos graves en la disponibilidad operativa. A diferencia de los informes anteriores del Ejército, el director del OT&E, Jack Krings, dijo que las pruebas demostraron que «el SGT YORK no era operacionalmente eficaz para proteger adecuadamente a las fuerzas aliadas durante un combate simulado, aunque sus capacidades inherentes suponían una mejora con respecto al actual sistema Vulcan [de General Electric]. El SGT YORK no era operacionalmente adecuado debido a su baja disponibilidad durante las pruebas». Midieron la disponibilidad del sistema en un 33 %, frente al 90 % requerido.
El 27 de agosto de 1985, Weinberger canceló el proyecto después de que se produjesen unos 50 vehículos. Dijo: «Las pruebas han demostrado que, aunque se pueden realizar mejoras marginales al cañón York, no merecen los costes adicionales, así que no invertiremos más fondos en el sistema». Tras darse cuenta de que la cancelación del proyecto no implicaba una falta de necesidad, inició el proceso de estudio de un sistema basado en misiles para cubrir el mismo nicho. El resultado fue el sistema ADATS de Oerlikon Canada, que también tenía sus problemas y solo entró en servicio en el Ejército canadiense. Al final, el M6 Linebacker, una adaptación del M2 con misiles Stinger, ocupó ese lugar. Aunque era mucho menos capaz que el ADATS, el Linebacker podía seguir el ritmo de las fuerzas móviles pesadas. El Linebacker se retiró del servicio activo en 2005 y fue reemplazado por el M1097 Avenger, un sistema HMMWV con misiles Stinger que llevaba en uso desde finales de los años ochenta. El 30 de septiembre de 2020, el Ejército de los EE. UU. adjudicó a General Dynamics un contrato para producir el Interim Maneuver SHORAD (IM-SHORAD), un vehículo blindado Stryker equipado con armas más pesadas para reemplazar al anticuado, blindado de menos y poco armado Humvee Avenger.
Desafortunadamente antes de la cancelación se habían gastado 2.000 millones, alrededor del 9% del costo total del programa Apollo, en un arma que terminó siendo tan inútil que su sistema automático de puntería no podía distinguir entre un ventilador y un avión de reacción y que no podía seguir a los tanques para los cuales estaba diseñado para proteger. El M247 pasó a ser recordado como un gran fiasco.
La mayoría de los Sergeant York producidos terminaron como blancos en campos de bombardeo de la Fuerza Aérea. Sin embargo, hay uno en exhibición en el Sgt. Alvin C. York State Historic Park de Pall Mall, Tennessee, donde nació su homónimo, uno en la Wahner E. Brooks Historical Exhibit del U.S. Army Yuma Proving Grounds, Arizone, otro en el AAF Museum de Danville, Virginia, uno en el Fort Snelling Military Museum en Mineápolis, Minnesota (ahora cerrado), y uno en el Arkansas National Guard Museum de Camp Robinson, North Little Rock, Arkansas.